# اعتلال وعائي خثاري جنيني
الاعتلال الوعائي الخثاري الجنيني (Fetal thrombotic vasculopathy) هو اضطراب مزمن يتميز بتخثر الدم في الجنين مما يؤدي إلى انسداد الأوعية الدموية ونقص التروية.
يرتبط بالشلل الدماغي والولادة المبكرة. وهو أكثر شيوعًا عند النساء المصابات بمرض السكري.

## التشخيص
يمكن تشخيصه عن طريق الفحص النسيجي للمشيمة ويتميز بتخثر الأوعية الدموية الجنينية وتجمع الزغابات المشيمية الليفية بدون أوعية دموية.